# بوتکامپ
بوتکامپ (به آلمانی: Bothkamp) یک شهر در آلمان است که در Plön (District) واقع شده‌است. بوتکامپ ۳۰۲ نفر جمعیت دارد.